# Шалимов, Василий Поликарпович
Василий Поликарпович Шалимов (7 января 1923 — 15 июня 1981) — командир пулемётного взвода 3-го батальона 33-й гвардейской Уманской Краснознамённой ордена Кутузова мотострелковой бригады 9-го гвардейского Уманьского ордена Ленина Краснознамённого ордена Суворова танкового корпуса 2-й гвардейской танковой армии 1-го Белорусского фронта, гвардии лейтенант. Герой Советского Союза.

## Биография
Родился 7 января 1923 года в деревне Нововасильево ныне Тейковского района Ивановской области в семье рабочего. Русский. Член ВКП(б)/КПСС с 1945 года. Окончил 7 классов. Работал в Тейковской лесозаготовительной конторе.
В Красной Армии с 1941 года. В действующей армии с сентября 1943 года. Воевал на Центральном, 2-м Украинском и 1-м Белорусском фронтах. В 1944 году окончил курсы младших лейтенантов. Командир пулемётного взвода гвардии лейтенант Шалимов отличился на завершающем этапе войны, в боях на территории Германии.
В уличных боях за город Шпандау, трезво оценив обстановку, он так расположил среди руин шесть пулемётов, что можно было разить атакующего врага в непосредственной близости, почти в упор. В результате было уничтожено около шестидесяти солдат и офицеров противника. В тот же день, узнав, что в одном из домов засели гитлеровцы, он в одиночку пробрался туда и пленил одиннадцать человек, включая трёх офицеров. В бою за город Бернау 21 апреля 1945 года он лично уничтожил три ручных пулемёта и вывел из строя до 50 гитлеровцев.
На окраине города Вельтена 23 апреля обстановка заставила Шалимова совместить обязанность командира взвода с обязанностью пулемётчика. Два батальона вражеской пехоты, перейдя в контратаку, пытались обойти и окружить наше подразделение. Установив пулемётные расчёты в наиболее удобных местах, Шалимов остался со станковым пулемётом на правом фланге, где положение было угрожающим. В этом бою он был ранен в ногу, но продолжал вести огонь.
В бою за город Штеттин взводу Шалимова было приказано пробраться в тыл немцев и перекрыть дорогу, по которой могло подойти вражеское подкрепление. Во главе взвода лейтенант Шалимов ночью занял трёхэтажный дом у самой дороги. Заняв позиции у окон на всех этажах, пулемётчики стали ждать врага. Но вскоре они были обнаружены и атакованы. В жестоком бою уничтожили несколько десятков гитлеровцев. Шалимов лично из трофейного «фаустпатрона» поджёг танк. Вскоре осталось только два пулемёта и все бойцы сосредоточились на верхнем этаже. Взвод продолжал отстреливаться, отбиваться гранатами, но экономя боеприпасы для выполнения главной задачи. На рассвете, когда на дороге появилась гитлеровская колонна, ожидаемое подкрепление, пулемётчики ударили в полную силу, не жалея боеприпасов. Шалимов сам лежал за пулемётом и вёл огонь, пока не был ранен и потерял сознание.
Указом Президиума Верховного Совета СССР от 31 мая 1945 года за образцовое выполнение заданий командования и проявленные мужество и героизм в боях с немецко-фашистскими захватчиками гвардии лейтенанту Шалимову Василию Поликарповичу присвоено звание Героя Советского Союза с вручением ордена Ленина и медали «Золотая Звезда».
После Победы остался служить в армии. В 1946 году окончил курсы усовершенствования офицерского состава, в 1954 году — курсы «Выстрел». С 1973 года полковник Шалимов — в запасе. Жил в городе-герое Одессе. Умер 15 июня 1981 года.
Награждён орденом Ленина, двумя орденами Красного Знамени, орденом Отечественной войны 2-й степени, двумя орденами Красной Звезды, медалями, в том числе «За отвагу».
В городе Тейкове имя Героя увековечено на мемориальной доске «Тейковчане — Герои Советского Союза» и на мемориале Героев-ивановцев в областном центре.